# Get Back (pesem, Demi Lovato)
"Get Back" je pesem ameriške pevke, tekstopiske in igralke Demi Lovato. Je njen prvi singl iz njenega prvega glasbenega albuma Don't Forget. Pesem je izšla 12. avgusta 2008 v Združenih državah Amerike in 3. februarja 2009 v Avstraliji.

## Informacije o pesmi
Na "In Tune With Demi Lovato", kratki, dvo-delni televizijski seriji, ki se je predvajala na Disney Channelu, je Demi Lovato omenila, da "imamo veliko zlobnih pesmi, imamo veliko pesmi, ki ti zlomijo srce" in dejala, da je to pesem napisala, da bi "z nekom prišla spet skupaj". Pesem je označila za "smešno" in "optimistično", hkrati pa je povedala, da "obožuje petje".
Kadarkoli se je pesem predvajala na Disney Channelu ali Radio Disneyju, se je vrstica "Kiss me like you mean it" spremenila v "Hold me like you mean it." Takšno urejanje je na voljo na iTunesu.

## Videospot
Videospot za pesem "Get Back", ki ga je režiral Philip Andelman, se je otvoril ob premieri Disneyjevega televizijskega filma The Cheetah Girls: One World 22. avgusta 2008. Na kanalu MTV Brazil 21. oktobra istega leta, na isti dan, kot je izšel album.
Videospot je pokazal Demi Lovato, kako nastopa s svojo glasbeno skupino pesem "Get Back" na vrhu stavbe v Vinegar Hillu, Brooklyn, za ozadje pa so uporabili Manhattan Bridge. Med pesmijo videospot preide iz dneva v noč.

## Dosežki
| Lestvica (2008)                            | Mesto |
| ------------------------------------------ | ----- |
| Australian ARIA Singles Chart (Avstralija) | 112   |
| Canadian Hot 100 (Kanada)                  | 93    |
| U.S. Billboard Hot 100                     | 43    |